# Központi pályaudvar (Nagyvárad)
Nagyvárad-Központi pályaudvar (románul: Gara Oradea) egy romániai, Bihar megyei vasútállomás Nagyváradon, melyet Románia állami vasúttársasága üzemeltet.

## Története
A nagyváradi pályaudvar alapkövét 1857. május 27-én tették le, I. Ferenc József császár és felesége, Erzsébet királyné jelenlétében. Az első vonat Püspökladány irányából futott be 1858. április 22-én. 
A vasútállomás helyének kiválasztása nem volt a legszerencsésebb: a közeli dombok miatt problémás volt később bővíteni, ugyanakkor korlátozta a város terjeszkedését is észak felé. Az előbbi hiányosságot később a velencei teherpályaudvarral próbálták megoldani, a századforduló után pedig a város kezdett kiterjedni a síneken túlra.
Még a vasútvonal tervezésekor készült egy olyan változat, amely szerint az dél felől érintette volna a várost. Akkor vasúti hidat kellett volna építeni a Körösön, és az akkori mérték szerint az állomás igen távol esett volna a városközponttól. Végül mégis kellett vasúti hidakat építeni úgy a nyugati mint a keleti vasút számára, de a Nagyállomás (az őssi és a velencei állomások létesítése után így nevezték) megmaradt. A Körösön 1884 októberének végére építettek új vashidat az őssi állomás felé vezető déli vonal részére, míg a következő év augusztusában a Velence felé vezető keleti vasútvonalnak a Körös-hídját cserélték fémszerkezetűre.
A korabeli indóház Kereki Nagy Sándor leírása szerint "igen csinos" épület volt, amelyet a fedett peronnal együtt zöld folyondár futott be. Az épület sok neoromán stílusjeggyel díszített romantikus épület lett. Mint várható volt, az állomás már 1872-ben szűknek bizonyult. „A nagyváradi vasúti pályaudvar megnagyobbítására tettek kísérleteket de kénytelen belátni, hogy az a forgalom akkori igényeihez képest nem volt sem eléggé tágas, és megfelelő raktárakkal sem rendelkezett. Az év februárjában másodosztályú várótermet lényegesen megnagyobbították és április végére elkészültek a többi belső felújítások is. Az állomás homlokzatát akkor a Habsburg kétfejű sas díszítette amit később eltávolítottak.
A századfordulóra az egyre jobban  fejlődő vasúti közlekedés kinőtte a közel 50 éves épületet. 1900 tavaszán az épület két végéhez egy-egy újabb szakaszt toldottak, a következő évben pedig átalakították a régi szárnyat is. Az átalakítást 1902 októberére fejezték be id. Rimanóczy Kálmán és Rendes Vilmos építészek irányításával. Ezt követte a sínpárok számának a növelése, majd az új fűtőház megépítése Incze Lajos és Társa terve alapján. 1903 nyarára elkészült a pályaudvar mellett a gyalogosoknak szánt felüljáró híd, amelyet a váradiak csak repülőhídként emlegettek s amelyet 2015-ben lebontottak, helyette gyalogos aluljáró létesült a Budapest tér (ma Piața București) és a Hegyesi Márton (ma Ecaterina Teodoroiu) utca között.
Az állomás építésétől eltelt több mint egy évszázad alatt ez mégiscsak állta az egyre növekvő forgalmat. A vasútállomás terjedelmében ugyanakkora maradt, csak az előtte lévő térre néző főhomlokzata egyszerűsödött. Eltűntek róla a díszítő szegmensíves ablakok háromszögű szemöldökei, a mérművek, és részben a vakíves párkány is. Egy ”korszerűsítés” során, 1991-ben felszámolták a peron díszes öntöttvas oszlopokon nyugvó, fémvázas előtetőjét is. Helyébe ugyanazt a célt szolgáló egyszerű, stílustalan építmény került. Magát az állomás épületét a 21. század első évtizedének végén teljesen felújították.

## Vasútvonalak
Az állomást az alábbi vasútvonalak érintik:
- Nagyvárad–Kolozsvár-vasútvonal
- Körösnagyharsány–Vésztő–Gyoma-vasútvonal
- Püspökladány–Biharkeresztes-vasútvonal
- Arad–Nagyvárad-vasútvonal
- Nagyvárad–Székelyhíd–Érmihályfalva–Nagykároly–Szatmárnémeti–Halmi–Királyháza-vasútvonal

## Kapcsolódó állomások
A vasútállomáshoz az alábbi állomások vannak a legközelebb:
- Biharpüspöki vasútállomás
- Keleti pályaudvar (Velence)
- Nyugati pályaudvar (Őssi)

## Forgalom
| Járat                        | Útvonal | Gyakoriság   |
| ---------------------------- | --- | ------------ |
| Hargita nemzetközi InterCity | Budapest-Keleti – Szolnok – Törökszentmiklós – Kisújszállás – Karcag – Püspökladány – Báránd – Sáp – Berettyóújfalu – Mezőpeterd – Biharkeresztes – Episcopia Bihor (Biharpüspöki) – Oradea (Nagyvárad) – Aleșd (Élesd) – Bratca (Barátka) – Ciucea (Csucsa) – Huedin (Bánffyhunyad) – Aghires (Egeres) – Cluj-Napoca (Kolozsvár) (december végén és nyári időszakban közvetlen kocsi: – Câmpia Turzii (Aranyosgyéres) – Războieni (Székelyföldvár) – Luduș (Marosludas) – Iernut (Radnót) – Târgu Mureş (Marosvásárhely)) – Gherla (Szamosújvár) – Dej Călători (Dés) – Beclean pe Someș (Bethlen) – Sărățel (Szeretfalva) – Deda (Déda) – Toplița (Maroshévíz) – Gheorgheni (Gyergyószentmiklós) – Izvoru Oltului (Csíkszentdomokos) – Siculeni (Madéfalva) – Miercurea Ciuc (Csíkszereda) – Băile Tuşnad (Tusnádfürdő) – Sfăntu Gheorghe (Sepsiszentgyörgy) – Braşov (Brassó) | Napi 1 pár   |
| Corona nemzetközi InterCity  | Budapest-Keleti – Szolnok – Törökszentmiklós – Kisújszállás – Karcag – Püspökladány – Báránd – Sáp – Berettyóújfalu – Mezőpeterd – Biharkeresztes – Episcopia Bihor (Biharpüspöki) – Oradea (Nagyvárad) – Aleșd (Élesd) – Huedin (Bánffyhunyad) – Cluj-Napoca (Kolozsvár) – Gherla (Szamosújvár) – Dej Călători (Dés) – Beclean pe Someș (Bethlen) – Sărățel (Szeretfalva) – Deda (Déda) – Toplița (Maroshévíz) – Gheorgheni (Gyergyószentmiklós) – Izvoru Oltului (Csíkszentdomokos) – Siculeni (Madéfalva) – Miercurea Ciuc (Csíkszereda) – Băile Tuşnad (Tusnádfürdő) – Sfăntu Gheorghe (Sepsiszentgyörgy) – Braşov (Brassó) | Napi 1 pár   |
| Corvin nemzetközi gyorsvonat | (közvetlen kocsikkal Wien Hauptbahnhof (Bécs) – Hegyeshalom – Mosonmagyaróvár – Győr – Tatabánya – Budapest-Kelenföld – Ferencváros – Budapest-Keleti) – Szolnok – Törökszentmiklós – Kisújszállás – Karcag – Püspökladány – Berettyóújfalu – Biharkeresztes – Episcopia Bihor (Biharpüspöki) – Oradea (Nagyvárad) – (Oșorhei (Fugyivásárhely) →) Tileagd (Mezőtelegd) – (Telechiu (Mezőtelki) →) Aleșd (Élesd) (← Vadu Crișului (Rév)) – Șuncuiuș (Vársonkolyos) – Bratca (Barátka) – Ciucea (Csucsa) – Huedin (Bánffyhunyad) – Aghireș (Egeres) – Cluj-Napoca (Kolozsvár) | Napi 1 pár   |
| Transilvania EuroCity        | Wien Hauptbahnhof (Bécs) – Hegyeshalom – Mosonmagyaróvár – Győr – Tatabánya – Budapest-Kelenföld – Budapest-Keleti – Szolnok – Törökszentmiklós – Kisújszállás – Karcag – Püspökladány (közvetlen kocsikkal tovább Nagybánya felé) – Báránd – Sáp – Berettyóújfalu – Mezőpeterd – Biharkeresztes – Episcopia Bihor (Biharpüspöki) – Oradea (Nagyvárad) – Aleșd (Élesd) – Șuncuiuș (Vársonkolyos) – Bratca (Barátka) – Ciucea (Csucsa) – Huedin (Bánffyhunyad) – Cluj-Napoca (Kolozsvár) | Napi 1 pár   |
| személyvonat                 | Püspökladány – Báránd – Sáp – Berettyóújfalu – Mezőpeterd – Biharkeresztes | Kb. óránként |
| személyvonat                 | Püspökladány – Báránd – Sáp – Berettyóújfalu – Mezőpeterd – Biharkeresztes – Episcopia Bihor (Biharpüspöki) – Oradea (Nagyvárad) | Napi 1 pár   |
| személyvonat                 | Püspökladány – Báránd – Sáp – Berettyóújfalu – Mezőpeterd – Biharkeresztes – Episcopia Bihor (Biharpüspöki) – Oradea (Nagyvárad) ← Oradea Vest (Nagyvárad-Nyugat) – Leș Bihor (Váradles) – Cefa (Cséffa) – Salonta (Nagyszalonta) | Napi 1 pár   |